# Germania all'Eurovision Young Musicians
La Germania è stata tra le prime 6 nazioni ad aver debuttato alla prima edizione dell'Eurovision Young Musicians nel 1982 svoltasi a Manchester, nel Regno Unito, diventando la prima nazione a vinçre la competizione. 
Fino al 1990, la nazione era rappresentata dalla Germania Ovest, fino alla riunificazione con la Germania Est. 

## Partecipazioni
- Primo posto
- Secondo posto
- Terzo posto

| Anno                            | Artista             | Strumento           | Canzone | Posizione           | Posizione           |
| Anno                            | Artista             | Strumento           | Canzone | Finale              | Semifinale          |
| ------------------------------- | ------------------- | ------------------- | --- | ------------------- | ------------------- |
| 1982                            | Markus Pawlik       | Pianoforte          | 1) Concerto per Pianoforte, No.1, di Felix Mendelssohn | 1º                  | Niente semifinali   |
| 1984                            | Andreas Bach        | Pianoforte          | 1) Concerto per Pianoforte e Orchestra, N.1, in Mi bemolle maggiore, di Franz Liszt | F                   | Niente semifinali   |
| 1986                            | Martin Menking      | Violoncello         | N.A. | Non qualificata     | Non qualificata     |
| 1988                            | Nikolai Schneider   | Violoncello         | 1) Concerto per Violoncello e Orchestra, N.1, in La, Op.33, di Camille Saint-Saëns | F                   | N.A.                |
| 1990                            | Koh Gabriel Kameda  | Violino             | 1) Concerto per Violino e Orchestra, D-Maggiore, Op. 77, 1° movimento, di Johannes Brahms | 2º                  | N.A.                |
| 1992                            | Florence Sitruk     | Arpa                | N.A. | Non qualificata     | Non qualificata     |
| 1994                            | Luise Wiedemann     | Fagotto             | 1) Sonata in F-maggiore, Op.168, 2ª parte, di Camille Saint-Saëns | Non qualificata     | Non qualificata     |
| 1996                            | Julia Fischer       | Violino             | N.A. | 1º                  | N.A.                |
| Nessuna partecipazione nel 1998 |                     |                     | |                     |                     |
| 2000                            | Martin Helmchen     | Pianoforte          | N.A. | Non qualificata     | Non qualificata     |
| 2002                            | Alina Pogostkin     | Violino             | 1) Rondo Capriccioso, di Camille Saint-Saëns | F                   | N.A.                |
| 2004                            | Koryun Asatryan     | Sassofono           | 1) Pequeña Czarda, di Pedro Iturralde | 2º                  | N.A.                |
| Nessuna partecipazione nel 2006 |                     |                     | |                     |                     |
| 2008                            | Kathy Kang          | Violino             | 1) Sonata per Violino e Pianoforte, 2. sentence - Allegro, di César Franck 2) Paganiniana, di Nathan Milstein | Non qualificata     | Non qualificata     |
| 2010                            | Hayrapet Arakelyan  | Sassofono           | 1) Fantaisie Brilliante, di François Borne | F                   | N.A.                |
| 2012                            | Dominic Chamot      | Pianoforte          | 1) Jazz Etude, N. 1, di Nikolaj Kapustin 2) Widmung (Liebeslied), di Robert Schumann e Franz Liszt 3) Rapsodia ungherese, No. 6, di Franz Liszt 3) Concerto per Pianoforte, No. 1, in Si bemolle minore, Op. 23, 3° movimento, Allegro con fuoco, di Pëtr Čajkovskij (Serata finale) | F                   | N.A.                |
| 2014                            | Judith Stapf        | Violino             | 1) Gran Capriccio per Violino solo, Op. 26, "Der Erlkönig" (secondo la ballata di Franz Schubert), di Heinrich Wilhelm Ernst e Franz Schubert 2) Estrellita, di Manuel Ponce/arrangiato da Jascha Heifetz 3) Sonata per Violino in Re, Op. 108, 4. Presto agitato, di Johannes Brahms 4) Concerto per Violino, No. 1, in La minore, Opus 77, 4° movimento, Burlesque: Allegro con brio - Presto, di Dmitri Shostakovich (Serata finale) | F                   | Niente semifinali   |
| 2016                            | Raul Maria Dignola  | Corno               | Concerto per Corno francese, N. 2, Allegro Maestoso, di Wolfgang Amadeus Mozart | F                   | Niente semifinali   |
| 2018                            | Mira Foron          | Violino             | 1) Cadenza per Viola solo, di Penderecki 2) Tzigane, di Maurice Ravel 3) 3° movimento da Concerto per Violino, di Jean Sibelius (Serata finale) | F                   | N.A.                |
| 2020                            | Edizione cancellata | Edizione cancellata | Edizione cancellata | Edizione cancellata | Edizione cancellata |
| 2022                            | Philipp Schupelius  | Violoncello         | 1) Pezzo capriccioso, op. 62 di Pëtr Čajkovskij | 2º                  | Niente semifinali   |
| 2024                            | Fabian Egger        | Flauto              | 1) Tango Fantasia per flauto e orchestra di Jacob Gade e Toke Lund Christiansen | 3º                  | Niente semifinali   |

## Città Ospitanti
| Anno | Città   | Luogo            | Presentatori               |
| ---- | ------- | ---------------- | -------------------------- |
| 2002 | Berlino | Konzerthaus      | Julia Fischer              |
| 2014 | Colonia | Duomo di Colonia | Sabine Heinrich            |
| 2016 | Colonia | Duomo di Colonia | Tamina Kallert Daniel Hope |